# Javier Hernández Gutiérrez
Javier Hernández Gutiérrez (Tototlán, 1º agosto 1961) è un ex calciatore messicano, di ruolo attaccante.
Soprannominato Chicharo (in lingua italiana pisello) per via dei suoi occhi verdi, è il padre del calciatore Javier Hernández, nonché genero di Tomás Balcázar, anch'egli del mestiere. Tutti e tre i calciatori hanno preso parte, in edizioni diverse, a un'edizione del campionato mondiale di calcio.

## Carriera
Ha fatto parte della Nazionale messicana al Campionato mondiale di calcio 1986.